# 1495 az irodalomban
Az 1495. év az irodalomban.

## Születések
- 1495. november 21. – John Bale angol püspök, drámaíró († 1563)